# Gina Dirawi
Gina Dirawi (ur. 11 grudnia 1990 w Sundsvall) – szwedzka blogerka, prezenterka telewizyjna i komik, palestyńskiego pochodzenia.

## Życiorys
W 2012 współprowadziła z Heleną Bergström i Sarą Dawn Finer koncerty w ramach programu Melodifestivalen 2012 oraz komentowała (z Edwardem af Sillénem) finał 57. Konkursu Piosenki Eurowizji dla widzów SVT. W 2013 współprowadziła z Dannym Saucedo program Melodifestivalen 2013. W 2016 poprowadziła program Melodifestivalen 2016.